# Modeltrans

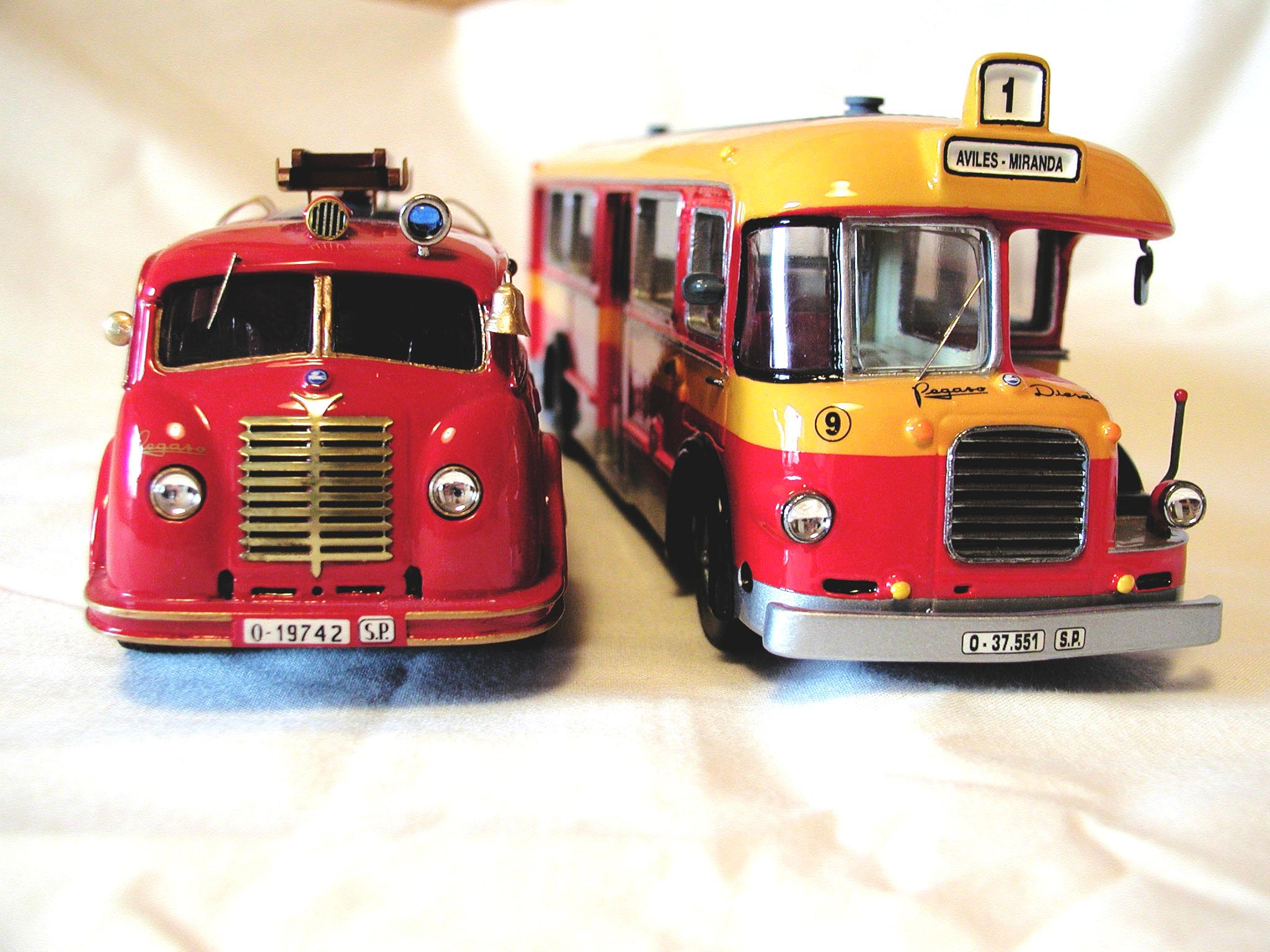
Autobús Pegaso.,
Avilés, Asturias, 1965. Camión bomba Pegaso de los bomberos de Avilés, 1950 hasta la actualidad. Modelos de Modeltrans.

Modeltrans es un fabricante español, de Asturias, de modelos en resina a escala 1:43, que realiza miniaturas de camiones y autobuses de los años 50 y 60 del siglo XX, ubicado en Villaviciosa.
Realizan series cortas de 200 o 300 unidades con una gran fidelidad y un nivel de acabado muy alto, por lo que sus modelos son muy demandados y valorados. Es prácticamente el único fabricante artesano especializado en esa etapa de la automoción española.
Actualmente Modeltrans ha empezado a fabricar también autobuses y autocares en plástico inyectado en escala 1/87 (H0), escala ferroviaria con gran arraigo en los aficionados al modelismo de toda Europa.